# Programa Comunidade Solidária
Comunidade Solidária é um programa do governo federal brasileiro que foi criado em 1995 pelo presidente Fernando Henrique Cardoso, que assinou o Decreto n. 1.366, de 12 de janeiro de 1995. Foi encerrado em dezembro de 2002, sendo substituído pelo Programa Fome Zero.

## O programa

### Programa Comunidade Solidária

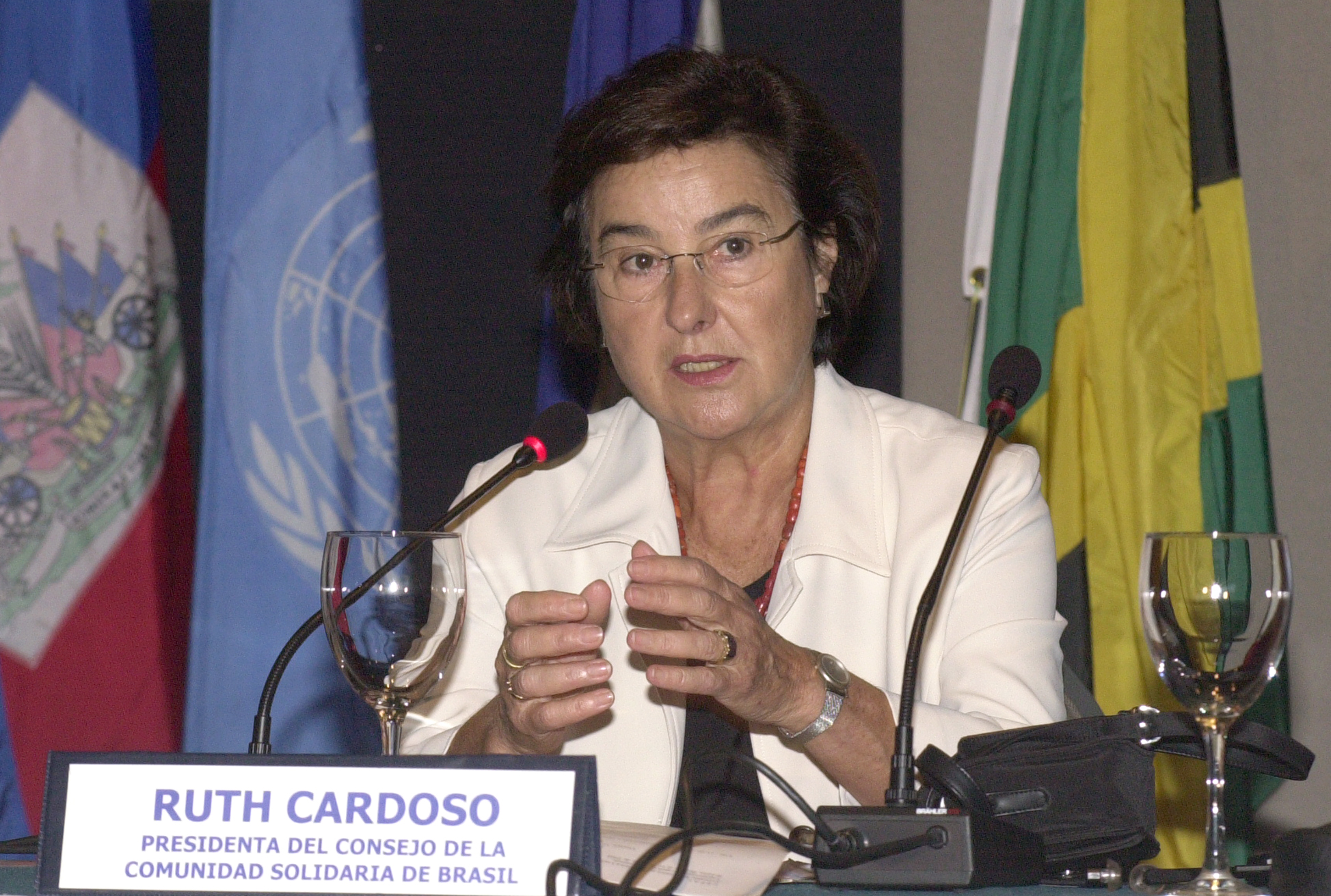
Ruth Cardoso, em evento à época em que presidia o projeto Comunidade Solidária.

Trabalhou na criação do Programa Comunidade Solidária, implantado em 1995 pelo governo para o combate da extrema pobreza, que funcionava nos âmbitos governamental e sociedade civil. O programa veio em substituição aos extintos órgãos da Legião Brasileira de Assistência e Conselho Nacional de Segurança Alimentar.
Em 29 de outubro de 2000, Ruth Cardoso viajou até, nos Estados Unidos, para participar de uma cerimônia em Hyde Park, em  Nova York, onde recebeu pelo Comunidade Solidária a medalha Eleanor Roosevelt Val-Kill, dada a personalidades que tenham se destacado em trabalhos sociais.

#### Alfabetização solidária
Dentro do Comunidade Solidária, outros programas como a Alfabetização Solidária também ganharam destaque. O programa destinado a combater o analfabetismo dos jovens entre 12 e 18 anos. Foi premiado pela Organização das Nações Unidas para a Educação, a Ciência e a Cultura.

#### Universidade Solidária
O objetivo do programa Universidade Solidária, era levar estudantes ao interior do país para desenvolverem ações no campo educacional e civil.

#### Capacitação Solidária
Um dos tentáculos do Comunidade Solidária, o programa Capacitação Solidária teve como meta a inovação na capacitação profissional de jovens que atuavam de uma maneira que não fossem predeterminados os currículos de capacitação, se fazendo aprovar projetos publicamente de organizações não-governamentais.

#### Artesanato Solidário
Outro ponto de partida, foi o Artesanato Solidário com ações desenvolvidas pelo programa do artesanato que visavam a promoção da cidadania e do desenvolvimento local, por meio da capacitação de pessoas e da mobilização das comunidades de artesãos a partir dos seus saberes tradicionais. O Artesanato Solidário tornou-se o Artesol, em vigor nos dias atuais.

#### Comunidade Ativa
O Comunidade Ativa foi lançado em 2 de julho de 1999. O programa teve como finalidade a descentralização de ações praticadas pelo governo federal e o estímulo às vocações econômicas locais. 133 municípios foram atendidos logo no início do programa.